# 礼成江駅
礼成江駅（レソンガンえき）は朝鮮民主主義人民共和国開城特別市開豊区域（朝鮮戦争前は韓国京畿道開豊郡西面銭浦里）にかつて存在した土海線の鉄道駅である。1932年9月1日に土海線の駅として開業したが、礼成江鉄橋の破壊によって機能しなくなった。